# Karlsruhe (okrug)
Karlsruhe (njem. Landkreis Karlsruhe) okrug je u njemačkoj pokrajini Baden-Württemberg. Oko 430.000 stanovnika živi u okrugu površine 1.084,98 km², kroz koji teče rijeka Rajna.

## Gradovi i općine
(Broj stanovnika 31. prosinca 2008. godine)
| Gradovi 1. Bretten (28.429) 2. Bruchsal (43.267) 3. Ettlingen (38.731) 4. Kraichtal (14.958) 5. Östringen (12.869) 6. Philippsburg (12.459) 7. Rheinstetten (20.630) 8. Stutensee (23.479) 9. Waghäusel (20.548) | Općine 1. Bad Schönborn (12.483) 2. Dettenheim (6626) 3. Eggenstein-Leopoldshafen (15.409) 4. Forst (Baden) (7571) 5. Gondelsheim (3275) 6. Graben-Neudorf (11.681) 7. Hambrücken (5431) 8. Karlsbad (15.882) 9. Karlsdorf-Neuthard (9795) 10. Kronau (5576) 11. Kürnbach (2353) 12. Linkenheim-Hochstetten (11.883) 13. Malsch (14.537) 14. Marxzell (5386) 15. Oberderdingen (10.442) 16. Oberhausen-Rheinhausen (9552) 17. Pfinztal (17.792) 18. Sulzfeld (Baden) (4671) 19. Ubstadt-Weiher (12.807) 20. Waldbronn (12.377) 21. Walzbachtal (9054) 22. Weingarten (Baden) (9737) 23. Zaisenhausen (1691) |

## Vanjske poveznice
- Službena stranica

### Ostali projekti
|  | Zajednički poslužitelj ima još gradiva o temi Karlsruhe (okrug) |